# Васильев, Никита Алексеевич
Ники́та Алексе́евич Васи́льев (род. 14 декабря 2006, Казань) — российский футболист, полузащитник клуба «Рубин».

## Клубная карьера
Родился в Казани.
В 2012 году начал заниматься футболом в академии «Рубина».
13 апреля 2024 года в матче Второй лиги (дивизион «Б») против «Оренбурга-2» дебютировал в профессиональном футболе за «Рубин-2». 
30 июля 2024 года в матче Кубка России против «Акрона» дебютировал за основной состав «Рубина».
В сезоне 2024 с фарм-клубом стал бронзовым призёром Второй лиги (дивизион «Б», группа 4).
16 марта 2025 года дебютировал в РПЛ в матче против «Пари Нижний Новгород».

## Карьера в сборной
В июне 2025 года был вызван в сборную России (до 20 лет). 4 июня 2025 года в матче против сборной Омана (до 23 лет) дебютировал в её составе, забив победный гол на 41-й минуте.

## Статистика выступлений
| Выступление      | Выступление       | Выступление      | Лига | Лига | Кубки | Кубки | Итого | Итого |
| Клуб             | Лига              | Сезон            | Игры | Голы | Игры  | Голы  | Игры  | Голы  |
| ---------------- | ----------------- | ---------------- | ---- | ---- | ----- | ----- | ----- | ----- |
| Рубин            | РПЛ               | 2024/25          | 3    | 0    | 3     | 0     | 6     | 0     |
| Рубин            | РПЛ               | 2025/26          | 0    | 0    | 1     | 0     | 1     | 0     |
| Рубин            | Итого             | Итого            | 3    | 0    | 4     | 0     | 7     | 0     |
| → Рубин-2        | Вторая лига («Б») | 2024             | 18   | 4    | —     | —     | 18    | 4     |
| → Рубин-2        | Вторая лига («Б») | 2025             | 1    | 1    | —     | —     | 1     | 1     |
| → Рубин-2        | Итого             | Итого            | 19   | 5    | —     | —     | 19    | 5     |
| Всего за карьеру | Всего за карьеру  | Всего за карьеру | 22   | 5    | 4     | 0     | 26    | 5     |

## Достижения
«Рубин-2»
- Бронзовый призёр Второй лиги (дивизион «Б», группа 4): 2024